# Bill Evans Trio with Symphony Orchestra
Bill Evans Trio with Symphony Orchestra è un album in studio del musicista statunitense Bill Evans, pubblicato nel 1966 a nome The Bill Evans Trio.

## Tracce
1. Granadas – 5:54
2. Valse – 5:52
3. Prelude (Alexander Scriabin) – 3:01
4. Time Remembered (Bill Evans) – 4:10
5. Pavane (Gabriel Fauré) – 4:01
6. Elegia (Elegy) (Claus Ogerman) – 5:12
7. My Bells (Evans) – 3:48
8. Blue Interlude (Frédéric Chopin) – 6:04

## Formazione
- Bill Evans – piano
- Larry Bunker – batteria
- Chuck Israels – basso